# Viorica Sandu
Viorica Sandu (n. 24 aprilie 1962, Schela, România) este un deputat român, ales în 2020 din partea PSD. 